# Vanilla imperialis
Vanilla imperialis é uma espécie de orquídea de hábito escandente e crescimento reptante que existe por ampla área da África tropical. São plantas clorofiladas de raízes aéreas; sementes crustosas, sem asas; e inflorescências de flores de cores pálidas que nascem em sucessão, de racemos laterais.